# Vörå-Maxmo
Vörå-Maxmo (in finlandese Vöyri-Maksamaa) è un ex-comune finlandese di 4 590 abitanti, situato nella regione dell'Ostrobotnia.
Il comune è a maggioranza di lingua svedese ed è stato soppresso nel 2011 confluendo nel neo costituito comune di Vörå insieme con il comune di Oravais.